# Хайланд, Брайан
Брайан Хайланд (англ. Brian Hyland, род. 12 ноября 1943 года в Куинсе, Нью-Йорк) — американский поп-исполнитель, известность которому принесли хиты «Itsy Bitsy Teenie Weenie Yellow Polka Dot Bikini» (1961) и «Sealed with a Kiss» (1963), возглавившие хит-парады многих стран мира, включая Billboard 200. Хайланд, в своё время критиковавшийся за частую смену стиля и направлений, тем не менее, по мнению Джона Фогерти, во многом опередил своё время — в частности, попыткой ввести кантри-рок в мейнстрим.
Брайан Хайланд по-прежнему выступает в эстрадном театре Дика Кларка (англ. Dick Clark's American Bandstand Theater) в Брэнсоне, штат Миссури, вместе с такими в прошлом популярными исполнителями, как Фобиан, Бобби Ви, Крис Монтез и The Chiffons, нередко приглашая за ударные своего сына Боди.

## Дискография

### Альбомы
- The Bashful Blonde (1961)
- Let Me Belong to You (1962)
- Sealed with a Kiss (1962)
- Country Meets Folk (1963)
- Here’s to Our Love (1964)
- Rockin' Folk (1965)
- The Joker Went Wild (1966)
- Tragedy (1967)
- Young Years (1967, перевыпуск Here’s to Our Love
- Stay and Love Me All Summer (1969)
- Brian Hyland (1970)
- In a State of Bayou (1977)
- Sealed with a Kiss (1987)